# Herrarnas C-1 i slalom i kanotsport vid olympiska sommarspelen 2008
Herrarnas C-1 slalom vid olympiska sommarspelen 2008 hölls på Shunyi Olympic Rowing-Canoeing Park i Peking. Det kördes en kvalomgång med två åk, där det bästa åket räknades och de tolv främsta gick vidare till semifinal. Där åkte varje idrottare en gång och de åtta bästa gick vidare till final. Där kördes ytterligare ett åk och den med bäst tid vann guld. 

## Medaljörer
| Gren       | Guld                      | Silver                        | Brons                 |
| C1, slalom | Michal Martikán Slovakien | David Florence Storbritannien | Robin Bell Australien |

## Resultat
| Placering | Namn                     | Inledande omgång | Inledande omgång | Inledande omgång | Inledande omgång | Semifinal | Semifinal | Final  | Final  |
| Placering | Namn                     | Åk 1             | Åk 2             | Totalt           | Placering        | Tid       | Placering | Tid    | Totalt |
| --------- | ------------------------ | ---------------- | ---------------- | ---------------- | ---------------- | --------- | --------- | ------ | ------ |
| 1         | Michal Martikán (SVK)    | 85.13            | 85.02            | 170.15           | 1                | 88.92     | 1         | 87.73  | 176.65 |
| 2         | David Florence (GBR)     | 89.47            | 82.16            | 171.63           | 3                | 90.46     | 4         | 88.15  | 178.61 |
| 3         | Robin Bell (AUS)         | 88.86            | 87.59            | 176.45           | 7                | 91.16     | 5         | 89.43  | 180.59 |
| 4         | Ander Elosegi (ESP)      | 87.00            | 85.47            | 172.47           | 5                | 92.19     | 7         | 89.93  | 182.12 |
| 5         | Stanislav Ježek (CZE)    | 85.69            | 86.40            | 172.09           | 4                | 89.85     | 2         | 92.44  | 182.29 |
| 6         | Benn Fraker (USA)        | 91.97            | 87.47            | 179.44           | 10               | 92.27     | 8         | 90.87  | 183.14 |
| 7         | Christos Tsakmakis (GRE) | 91.53            | 86.01            | 177.54           | 8                | 92.18     | 6         | 94.49  | 186.67 |
| 8         | Krzysztof Bieryt (POL)   | 95.39            | 87.90            | 183.29           | 12               | 90.08     | 3         | 110.13 | 200.21 |
|           |                          |                  |                  |                  |                  |           |           |        |        |
| 9         | Tony Estanguet (FRA)     | 89.99            | 86.09            | 176.08           | 6                | 93.92     | 9         |        |        |
| 10        | Alexander Lipatov (RUS)  | 87.65            | 90.51            | 178.16           | 9                | 94.16     | 10        |        |        |
| 11        | Feng Liming (CHN)        | 91.44            | 90.55            | 181.99           | 11               | 94.64     | 11        |        |        |
| 12        | Jan Benzien (GER)        | 85.92            | 84.58            | 170.50           | 2                | 95.15     | 12        |        |        |
|           |                          |                  |                  |                  |                  |           |           |        |        |
| 13        | James Cartwright (CAN)   | 93.83            | 90.80            | 184.63           | 13               |           |           |        |        |
| 14        | Takuya Haneda (JPN)      | 94.08            | 92.24            | 186.32           | 14               |           |           |        |        |
| 15        | Emir Mujčinović (CRO)    | 95.41            | 93.90            | 189.31           | 15               |           |           |        |        |
| 16        | Siboniso Cele (RSA)      | 162.51           | 100.42           | 262.93           | 16               |           |           |        |        |